# Global Mobilitet
Global mobilitet er et koncept der omhandler fysisk international mobilitet, herunder især udstationering. Global mobilitet som forskningsemne har i nyere tid opnået anerkendelse indenfor ledelses-studier, grundet globalisering og den stigende tendens for udstationering. De udstationerede anses ikke kun som vigtige ressourcer for organisationer, men også som faktorer der har indflydelse på mellemstatslige relationer, med henblik på politik, økonomi og kultur.

## Definition
"Global mobility refers to the movement by individuals across national, regional, cultural, or linguistic boundaries and has a profound impact on organizations’ ability to provide service to users and consumers today." 
Global Mobilitet refererer til fysisk international mobilitet, med det formål at arbejde. Global mobilitets teorier adresserer bevægelserne af en bred vifte mobile individer. Dette kan være folk der er udstationerede af deres virksomhed eller de mere fornyligt anerkendte grupper, som selvvalgte udstationerede og internationale forretningsrejsende. Global Mobilitet reflekterer de udviklinger, i forretningsverdenen, hvor bevægelse af folk på tværs af nationale grænser, i stigende grad bliver almindeligt. Forskellige discipliner anskuer global menneskelig mobilitet på deres egen måde. Dertil skal det siges, at de alle deler en forståelse af global mobilitet, som noget der associeres med bevægelse af mennesker til et andet land end deres eget. Drivkraften bag disse bevægelser er traditionelt beskrevet som "push" og "pull" kræfter, der driver arbejdskraft fra mindre udviklede lande til mere udviklede lande. Ikke al global mobilitet er en udadgående bevægelse. Et stigende antal individer vender tilbage til deres hjemland, som f.eks. migranter, flygtninge, pensionister, militært personale, internationale studerende og udstationerede.

## Nuværende betydning
Enhver periode af verdensomspændende økonomisk udvikling, har skabt sit eget system af global mobilitet. Kolonisering, krige, hungersnød, slaveri og merkantile aktiviteter har alle tvunget eller opfordret store dele af befolkninger til at bevæge sig fra et land til et andet. I 2010 er det estimeret, at 215 millioner mennesker var bosat udenfor deres eget hjemland. Folk der bevæger sig på tværs af grænser er ikke bare vigtige ressourcer for organisationer og lande som "depoter af viden", men kan også ses som influerende på mellemstatslige relationer, indenfor områder som politik, økonomi og kultur. På baggrund af dette har forskning om global mobilitet fået stor relevans for politiske tiltag, vedrørende menneskelig mobilitet. Global Mobilitet og andet ledelses-relateret forskning, har for nylig fået en unik mulighed for at eksponere sig selv til et større publikum af forskere og blive anerkendt som et seriøst emne indenfor akademisk forskning. "The Journal of Global Mobility: The home of expatriate management research" blev lanceret i 2013 og specialiserer sig i global mobilitet og relaterede emner, såsom udstationering.

## Fremtidige muligheder
I takt med at firmaer og institutioner øger deres indsats, for at gøre brug af globalisering, vil konceptet global mobilitet få en vigtigere rolle indenfor ledelses-studier. Fra at være fokuseret på længerevarende udstationering, vil forskning vedrørende global mobilitet i stigende grad bruge kræfter på at afdække de drivkræfter og dynamikker, der ligger bag en bred vifte af nye alternative former for global mobilitet.